# (14190) Soldán
Pour les articles homonymes, voir Soldan.
(14190) Soldán, désignation internationale (14190) Soldan, est un astéroïde de la ceinture principale.

## Description
(14190) Soldan est un astéroïde de la ceinture principale. Il fut découvert le 15 décembre 1998 à l'Observatoire Kleť par Miloš Tichý et Zdeněk Moravec. Il présente une orbite caractérisée par un demi-grand axe de 3,03 UA, une excentricité de 0,09 et une inclinaison de 4,6° par rapport à l'écliptique.

## Compléments